# الكسندر بيرغستروم
الكسندر بيرغستروم (بالسويدية: Alexander Bergström)‏ هو لاعب هوكي الجليد سويدي، ولد في 18 يناير 1986 في Osby ‏ في السويد.

## وصلات خارجية
- الكسندر بيرغستروم على موقع EliteProspects.com (الإنجليزية)
- الكسندر بيرغستروم على موقع HockeyDB.com (الإنجليزية)
- الكسندر بيرغستروم على موقع أوليمبيديا (الإنجليزية)
- الكسندر بيرغستروم على موقع اللجنة الأولمبية السويدية (السويدية)